# Бейдевінд

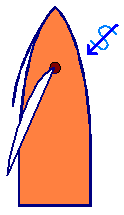
Бейдевінд правого галса.

Бе́йдеві́нд (нід. bij de wind, нім. bei dem Wind — «при вітрі») — курс відносно вітру, при якому кут між напрямом вітру і напрямом руху судна менший від 8 румбів (90°). Розрізняють повний бейдевінд (ближче до галфвінду), при якому кут між діаметральною площиною і напрямком вітру більш 67,5° (6 румбів) і крутий бейдевінд (ближче до левентику), коли цей кут — менш ніж 67,5°. Тяга вітрила при бейдевінді цілком визначається його підіймальною силою. При збільшенні тиску вітру сила тяги зменшується, водночас зростає сила дрейфу. Отже, на цьому курсі вітрило, що встановлюється з мінімальним кутом атаки до вимпельного вітру (5-10°), працює повністю як аеродинамічне крило.
Найкращі вітрильники ходять під кутом 30-35° до напрямку справжнього вітру. Внаслідок додавання швидкостей вітру і зустрічного потоку повітря швидкість вимпельного вітру на курсі бейдевінд виявляється максимальною, як і підіймальна сила на вітрилі (пропорційна квадрату швидкості вітру). Сила дрейфу також досягає максимальної величини. Якщо спробувати йти під гострішим кутом до вітру, то швидкість вітрильника буде зменшуватися, вітрило стане заполіскувати, підіймальна сила зменшиться і, нарешті, настане момент, коли дрейф і опір води набагато перевищать силу тяги. Судно втратить хід і керованість.
При ході в бейдевінд виконується поворот оверштаг: правий бейдевінд змінюється на лівий або навпаки. Зміною галсів оверштагом при ході в бейдевінд здійснюється лавірування.